# Decio Cinti
Decio Napoleone Tommaso Cinti (Forlì, 10 agosto 1879 – Firenze, 1954) è stato un traduttore, lessicografo e storico italiano che ha legato indissolubilmente il proprio nome a quello di Filippo Tommaso Marinetti, di cui fu per molti anni segretario privato.

## Biografia
Decio nacque a Forlì il 10 agosto 1879, figlio dell'impiegato Ercole e di Nanni Anna.
Già redattore della rivista Poesia, fondata da Marinetti; quando quest'ultimo pubblicò il Manifesto del futurismo (1909), Cinti si vide assegnare il ruolo di "segretario del Movimento Futurista" o addirittura "Eminenza grigia del Futurismo".
In realtà Cinti, soprannominato "Mezzo lutto" (o anche "spegnitoio di Marinetti") era per temperamento assai distante dal modello di letterato futurista proclamato nei manifesti; il suo contributo al Futurismo consiste soprattutto nella traduzione italiana di svariati testi di Marinetti, in versi e prosa: fino al 1912, infatti, Marinetti scriveva quasi esclusivamente in lingua francese.
Decio Cinti fu inoltre traduttore di celebri poeti francesi, come Baudelaire, Verlaine e Mallarmé.
Nel 1910, Cinti fu suo malgrado uno dei protagonisti del primo processo a Marinetti per oltraggio al pudore: la sua traduzione del romanzo Mafarka il futurista era infatti stata sequestrata con l'accusa di pornografia. Durante il processo gli avvocati della difesa fecero infatti notare che a rigore l'autore dell'opera sequestrata era Cinti, e non Marinetti; quest'ultimo fu poi assolto e condannato qualche anno più tardi in appello: il romanzo fu ripubblicato nel 1920 con molti tagli. Di recente (2003), la traduzione di Cinti è stata ripubblicata integralmente negli Oscar Mondadori.
Decio Cinti fu anche autore di diverse opere lessicografiche: la più apprezzata, il Dizionario dei sinonimi e contrari (1940), è stata poi ripubblicata dall'Istituto geografico De Agostini. "È stato fin dalla prima edizione [...] uno dei più popolari, utili, usati, perché concepito e compilato per il servizio di chi vuol farsi capire" (dalla prefazione di Giampaolo Dossena).

## Opere

### Traduzioni
- Manifesto del futurismo di Filippo Tommaso Marinetti (1909)
- Re Baldoria di Filippo Tommaso Marinetti
- Mafarka il futurista, di Filippo Tommaso Marinetti (1910, riedito nel 2003)
- L'aeroplano del Papa, di Filippo Tommaso Marinetti (1914)
- La battaglia di Tripoli di Filippo Tommaso Marinetti (1912)
- La Conquista delle Stelle di Filippo Tommaso Marinetti (1920)
- Racconti straordinari di Edgar Allan Poe (Milano, Facchi, 1921)
- Poesie e prose scelte di Paul Verlaine (Milano, Modernissima, 1921)
- Versi e prose di Stéphane Mallarmé (Milano, Modernissima, 1921 - Milano, Dall'Oglio, 1951)
- Diari intimi-Il mio cuore messo a nudo di Charles Baudelaire (Milano, Modernissima, 1921 - Milano, EDI, 1944 - Milano, Dall'Oglio, 1960)
- I fiori del male di Charles Baudelaire (Milano, Corbaccio, 1928 - Milano, Dall'Oglio, 1952)
- Poemetti in prosa di Charles Baudelaire (Milano, Corbaccio, 1928 - Milano, Dall'Oglio, 1954)
- La certosa di Parma di Stendhal (Milano, Sonzogno, 1933)
- Dizionario Filosofico di Voltaire (Milano, Sonzogno, 1935).

### Saggi
- Storia Universale Illustrata , 2 voll., a cura di D. Cinti, Milano, Sonzogno, 1927-28.
- Augusto, Milano, Sonzogno, 1936. [biografia dell'imperatore Augusto]
- Giulio Cesare, Milano, Sonzogno, 1935. [biografia dello statista romano]
- I Savoia, Milano, Sonzogno, 1936.
- Storia delle Religioni, Roma, Società Editrice Libraria, 1961.

### Dizionari e repertori
- Dizionario dei sinonimi e contrari, 1940; Novara, De Agostini, 1995.
- Dizionario mitologico, Milano, Sonzogno, 1935-1998.
- Dizionario delle parole difficili, Milano, Sonzogno, 1940.